# Kunstforum Baden-Badener Versicherung

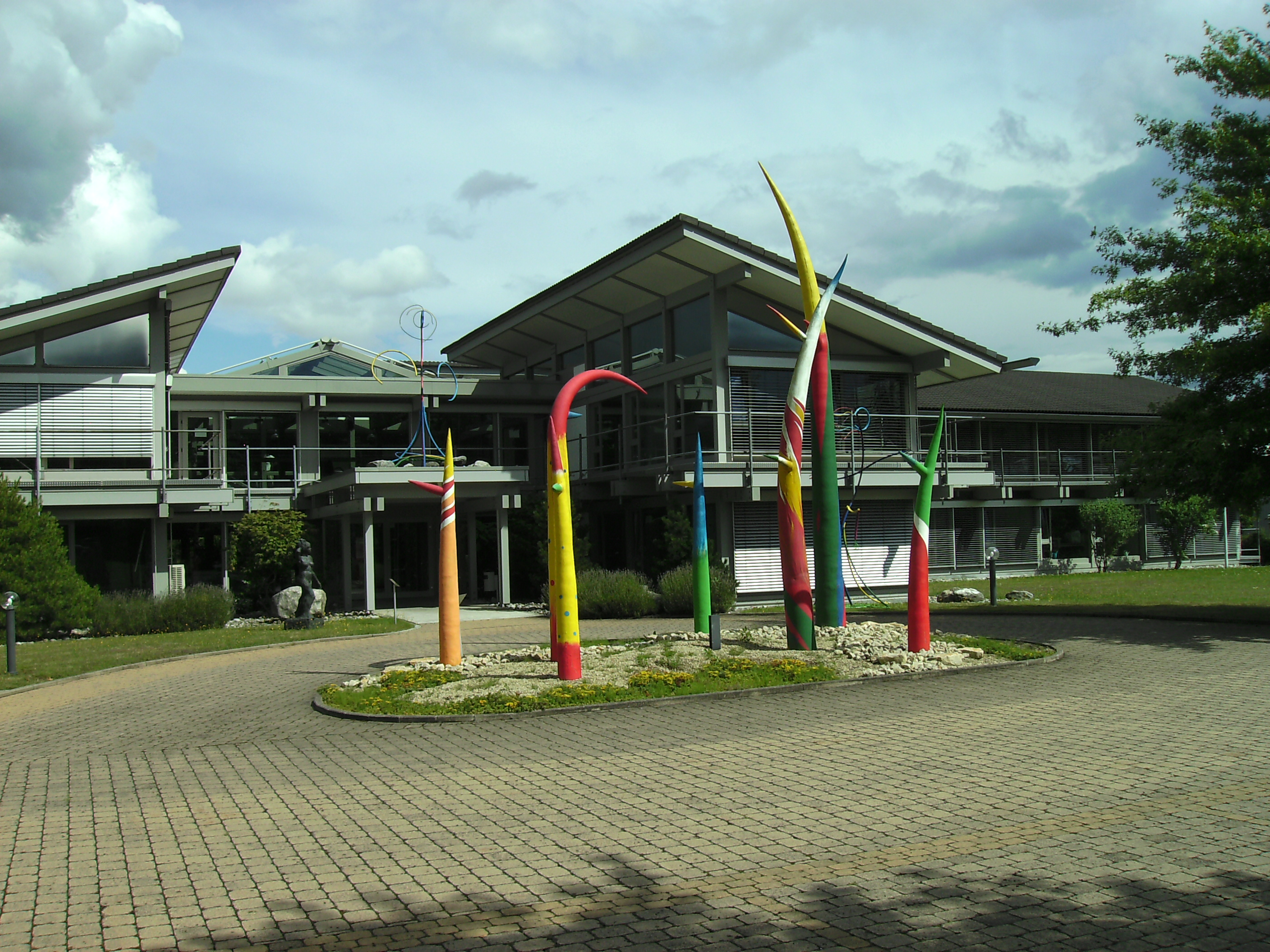
Eingangsbereich

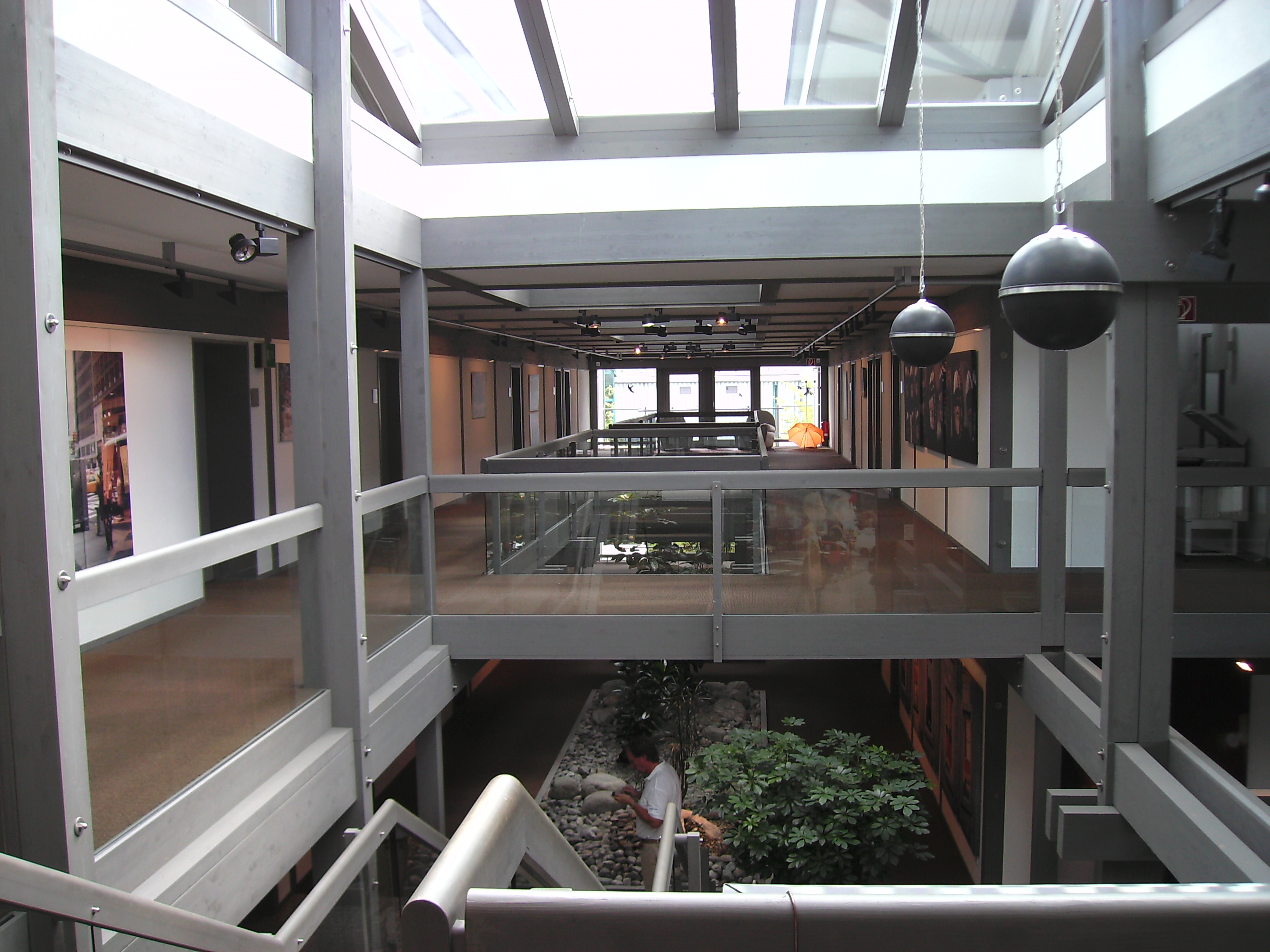
Innenbereich (Galerie)

Das Baden‐Badener Kunstforum im saarländischen St. Ingbert war eine Galerie für Gegenwartskunst in privater Trägerschaft.  Während der Geschäftszeiten konnten die Exponate in den Räumlichkeiten der lokalen Vertretung der Baden‐Badener Versicherung AG, einem damaligen Tochterunternehmen der Zurich Insurance Group, besichtigt werden.

## Das Kunstforum
Das Baden‐Badener Kunstforum bot Künstlern aus der Großregion Saar-Lor-Lux die Möglichkeit, ihre Arbeit im Rahmen von Ausstellungen zu präsentieren. Die Auswahl der Künstler erfolgte unter der Vorgabe, im Wechsel sowohl namhafte als auch weniger etablierte Künstler, aber auch Nachwuchstalente auszustellen. Sie konnten ihre Werke in den ausgedehnten Gängen des Gebäudes einem interessierten Publikum darbieten. Das Ausstellungskonzept des Kunstforums war derart angelegt, dass ambitionierten Künstlern die Möglichkeit geboten wurde, ihre Kunst zeigen und verkaufen zu können, ohne auch den finanziellen Aufwand für die organisatorische Seite tragen zu müssen. Vom Verkaufserlös wurde 10 % an die im Jahr 2009 gegründete Baden-Badener Kinder- und Jugendstiftung gespendet.

## Geschichte
Gegründet wurde das Kunstforum 1992 unter dem Namen Kunstforum Leismann.  In die Konzeption des seinerzeitigen Verwaltungsneubaus der Leismann-Gruppe (Versicherungen u. a.) wurde von Anfang an die Integration einer professionell ausgestatteten Kunstgalerie einbezogen. Die Flure sind überdimensioniert breit angelegt, auf den Baukörper abgestimmte Hängevorrichtungen und ein aufwendiger Beleuchtungskörper schufen in Verbindung mit japanischen Gartenkulturen ein in Galerien selten anzutreffendes Ambiente. Auf zwei lichtdurchfluteten Galerieetagen wurden jährlich etwa fünf bis sechs Ausstellungen gezeigt. 2008 übernahm die Baden-Badener Versicherung AG das Haus und der Name wurde in „Baden-Badener Kunstforum“ geändert.
Bis 1998 besorgte der seinerzeitige St. Ingberter Kulturamtsleiter Elmar Peiffer die Auswahl der Künstler und die Kuratierung der Ausstellungen. Danach zeichnete seine Nachfolgerin Ingrid Roberts dafür verantwortlich. Später übernahm die Kunstagentur art conexxion die künstlerische Leitung. Mit der Ausstellung "Passagen im Licht" beendet die Galerie 2016 ihre Ausstellungstätigkeit, da der Besucherschwund eine Weiterführung der Galerie nicht zulasse.
Zu den präsentierten Künstlern gehörten Albert Haberer (1993), Gaetano Gross, Friedensreich Hundertwasser und Albert Münch.